# ノーザン・バレエ団
ノーザン・バレエ団（ノーザン・バレエだん、旧称：ノーザン・バレエ・シアター、Northern Ballet）は、イギリスのウェスト・ヨークシャー州リーズに本拠を置くダンス・カンパニーである。クラシック・バレエのみならず、物語性を重視した演劇ダンスで魅力的なレパートリーを有しており、イギリス国内を広く巡演している。

## 歴史
1969年にカナダ生まれのラヴァーン・マイヤーが立ち上げたノーザン・ダンス・シアターを起源とする。マイヤーはイギリスで初めてロンドン以外に本拠を置いたダンス・カンパニーであるウェスタン・シアター・バレエ（本拠地：ブリストル、現スコティッシュ・バレエ団の母体）でキャリアを積んだ、演技に強みを持つダンサーであった。ノーザン・ダンス・シアターの初公演は1969年11月28日にマンチェスターのユニバーシティ・シアターで行われ、オーケストラは王立ノーザン音楽大学から手配した。
最初の6年間のレパートリーには、クルト・ヨースの『The Green Table』やアンドレ・ハワードの『Death and the Maiden』の蘇演の他、ピーター・ライトやジョン・チェスワース、チャールズ・ツァーニー、クローバー・ループの新作などがあった。

### ロバート・デ・ウォーレン
1976年に芸術監督となったロバート・デ・ウォーレンは古典で経験を積んだダンサーで、以前はロイヤル・バレエ団や西ドイツの大手バレエ・カンパニーに所属していた。就任後、団の名称をノーザン・バレエ・シアターに改称し、長編のクラシック・バレエ、埋もれた作品の再発見、そして新作のダンス・ドラマ作品に取り組み始めた。11年間に渡り芸術監督を務める中で、団を30人以上のダンサーを擁する規模に拡大し、オーギュスト・ブルノンヴィル、ミハイル・フォーキン、ウォルター・ゴア、ジョン・クランコ、ロイストン・モルドゥームなどといったさまざまな振付家による作品を上演した。
デ・ウォーレンは創造意欲に富む人物で、アンドレ・プロコフスキーやジェフリー・コーリーといった演劇性の強い振付家とのコラボレーションをもたらした。同団の代表作である『Miss Carter wore Pink』はヘレン・ブラッドレイの伝記を基にしたダンス・ドラマで、ピンクの衣装をまとった女優パトリシア・フェニックスのライブ・ナレーションをフィーチャーしたものであった（訳注：ヘレン・ブラッドレイは画家で、その作品の多くにピンクの服を着た「ミス・カーター」という人物が描かれていた）。デ・ウォーレンは、舞台芸術にグラスゴーの Citizens Theatre の監督であったフィリップ・プラウズやクライブ・ラヴァーニャなどを招いた。
このほか、『レ・シルフィード』と『ジゼル」の上演にあたり、コーチとしてアリシア・マルコワを招聘した他、ルドルフ・ヌレエフを桂冠アーティストおよび常任ゲスト・アーティストに招き、王族からマーガレット王女をパトロンに迎えた。デ・ウォーレンは、ジリアン・リン振付、クリストファー・ゲイブル主演でローレンス・スティーヴン・ラウリーの生涯を描いたバレエ『A Simple Man』を制作したのを最後に、1987年に退団してミラノ・スカラ座に移籍した。

### クリストファー・ゲイブル
1987年、第3代芸術監督にクリストファー・ゲイブルが就任すると、ノーザン・バレエ・シアターは想像力に富む新作と、古典作品の印象的なリバイバル上演で評判になった。
ゲイブルが芸術監督に就任したのは偶然の産物であった。 1987年にローレンス・スティーヴン・ラウリーの生誕100周年を記念して、ラウリーの生誕地であるサルフォードの市議会が、がジリアン・リンにラウリーの生涯を描いた新作バレエの制作を依頼したのがきっかけである。リンはロウリー役のダンサーとして、元ロイヤル・バレエ団のスターで既にダンサーから引退していたクリストファー・ゲイブルを実に約20年ぶりにステージに呼び戻すことを決断した。この縁でゲイブルが芸術監督に就任することになった。
ゲイブルが芸術監督に就任したことで、ノーザン・バレエ・シアターの人気は高まった。ゲイブルは、団の名称の「バレエ」と同様に「シアター（＝演劇）」にも力を入れた。古典作品の演劇性に重きを置き、『A Simple Man』に続いて『白鳥の湖』、『ロミオとジュリエット』、『クリスマス・キャロル』、『The Brontes』、『ドン・キホーテ』、『ドラキュラ』、『ジゼル』、『ノートルダムのせむし男』などの長編バレエの演出を手掛けて成功させた。
続いて1993年に準芸術監督として加わったマイケル・ピンクと1998年に退任するまで緊密に協力した。ゲイブルが振り付けた作品には、『Attractions』（1983年）、『Memoire Imaginaire』（1987年）などがあり、1988年には『The Amazing Adventures of Don Quixote』で初めて長編バレエの改訂振付に取り組み、続いて『ノートルダムのせむし男』、『白鳥の湖』、『ジゼル』および『ドラキュラ』を振り付けた。
ゲイブルはノーザン・バレエ・シアターの芸術監督を11年務めたが、その間も1982年にロンドンのアン・スタナードと共同で設立したセントラル・スクール・オブ・バレエの芸術監督でもあり続けた。1990年にはノーザン・バレエ・シアターを一時的にハリファクスのスプリング・ホールに移転させた。ゲイブルは1998年にガンのため58歳の若さで没したが、世界のダンス・ステージにノーザン・バレエ・シアターの名を知らしめることに大きく貢献した。ノーザン・バレエ・シアターの作品は、ノルウェー国立バレエ団、アトランタ・バレエ団、ロイヤル・ニュージーランド・バレエ団など他のカンパニーから引き合いを受け、上演されるようになった。

### 1999年から現在まで
ゲイブルの死後、第4代芸術監督に就任したステファノ・ジャンネッティは、イングリッシュ・ナショナル・バレエ団とドイツ・オペラ・バレエ団に所属していた。最初の作品はチャールズ・ディケンズの『大いなる遺産』の翻案であったが、わずか1年でノーザン・バレエ・シアターを去ってしまった。2001年8月にその後任としてカナダ国立バレエ団の元プリンシパル、デビッド・ニクソンが就任した。
2002年2月に『蝶々夫人』の改訂版を発表したのに続き、ジョージ・ガーシュウィンおよびアイラ・ガーシュウィンの音楽へのトリビュート作品として『I Got Rhythm』を制作した。ニクソン初の長編作品は作曲家クロード＝ミシェル・シェーンベルクと組んだ『嵐が丘』（Wuthering Heights）であり、2002年9月にブラッドフォード・アルハンブラ劇場で初演された。
ノーザン・バレエ・シアターは、『嵐が丘』に続くオリジナル作品としてビルギット・シェルツァーの『Requiem!!』を上演した。ニクソンは『夏の夜の夢』を制作し、ウェスト・ヨークシャー・プレイハウスで初演した。続いて『白鳥の湖』、『ピーターパン』、『三銃士』、『眠れる森の美女』、『くるみ割り人形』、『ハムレット』などの新作を世に問い、2008年秋にはチャールズ・ディケンズの『二都物語』に基づくキャシー・マーストンの新作を引っ提げて巡演を行った。
ノーザン・バレエ・シアターは2009年に創立40周年を迎え、それを機に2010年9月6日に団名から「シアター」を外してノーザン・バレエに改称することを発表した。 
2011年には、2月26日に『クレオパトラ』、12月17日に『美女と野獣』の2本の新作を初演した。いずれもニクソンの振付で、リーズ・グランド・シアターで上演された。2012年にはニクソンがバレエ・デュ・ランのために制作した『オンディーヌ』をレパートリーに加えた。 
2013年には、ニクソンの振付で『偉大なるギャツビー』と『シンデレラ』の新作長編バレエ2本を制作し、リーズ・グランド・シアターで世界初演を行った。
一方、2012年には幼児向けのバレエの制作を開始した。第1作は所属ダンサーのドレダ・ブローとセバスチャン・ローが振付した『醜いアヒルの子』であった。第2作は同じく所属ダンサーのハンナ・ベイトマンとビクトリア・シブソンが振付した『3匹の子豚』であった。第3作『Elves＆Shoemaker』 では作曲家フィリップ・フィーニーによる書き下ろしの音楽にバレエマスターのダニエル・デ・アンドラーデが振付を行った。この子供向けのバレエ3作は、BBCの子供向けチャンネル CBeebies に採用された。音楽とダンスはそのままに、テレビ視聴者により受け入れやすくするため、同チャンネルの看板番組の一つ Mr Bloom's Nursery に取り入れられた。
2013年に制作されたチャンネル4のドキュメンタリー番組シリーズ Big Ballet は、その大部分がノーザン・バレエで撮影された。
2015年にはバーンズリー生まれの振付家ジョナサン・ワトキンスに、ジョージ・オーウェルの小説『1984年』に基づくバレエの制作を委嘱した。The SpaceとBBCにより収録が行われ、2016年2月28日にBBC Fourで放送された。『1984年』は2016年6月にサウス・バンク・スカイ・アート・アワードを受賞した。
2017年にも長編バレエの新作3作品を制作している。それぞれ、イアン・ケリーのジャコモ・カサノヴァの伝記に基づくもの、ジョン・ボインの『縞模様のパジャマの少年』に基づくもの、ハンス・クリスチャン・アンデルセンの『人魚姫』に基づくものである。

## リハーサルとパフォーマンス施設

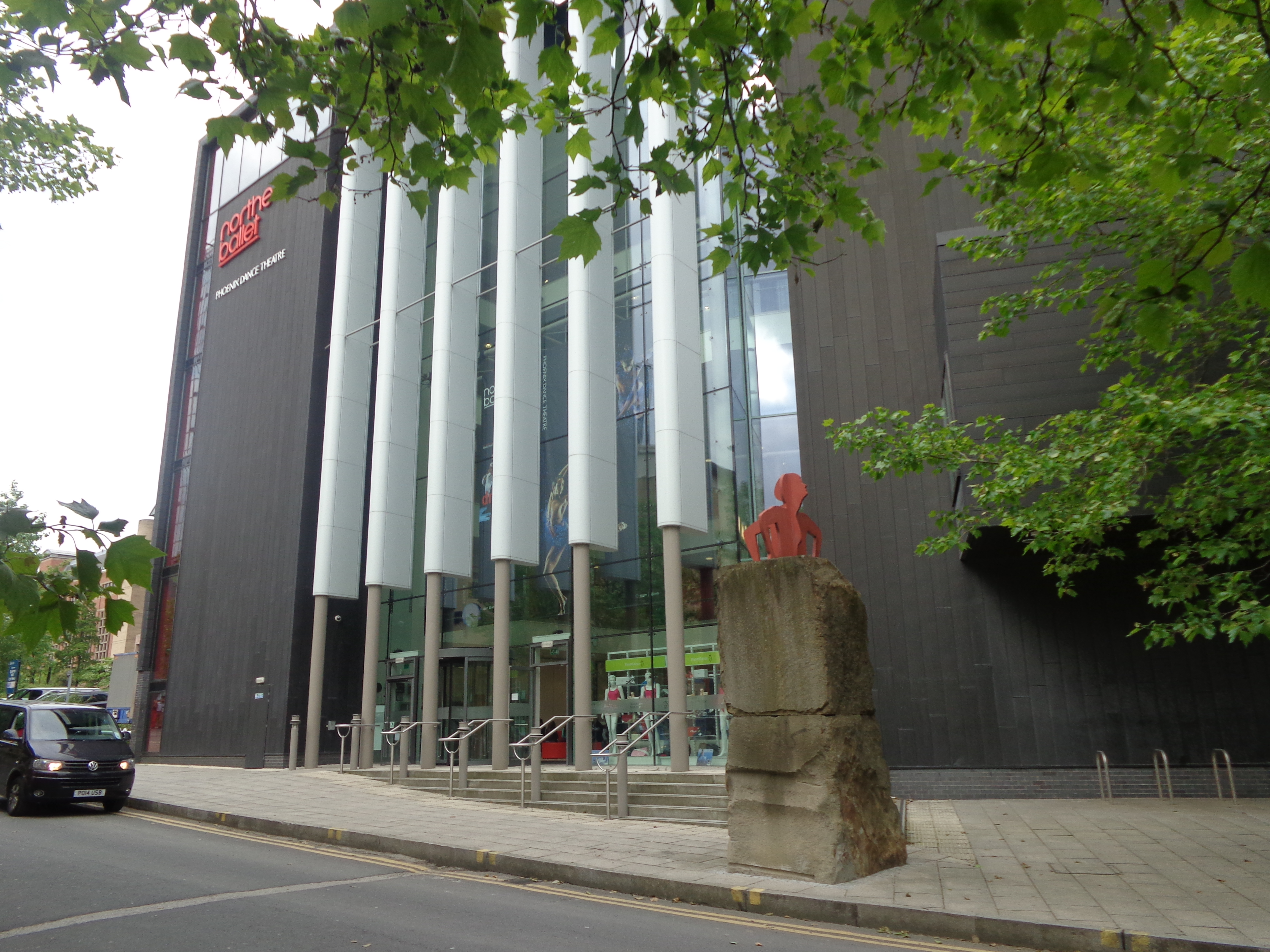
リーズ市クワリーヒル地区のノーザン・バレエ本部

2010年秋にリーズのクワリーヒル地区に新設した、専用ダンス・教育施設を有する本部ビルに移転した。リーズ市街地の中心部、リーズ音楽大学に隣接するビルは、ロンドンの外にあるダンス専用スペースとしては最大である。建設費用は、リーズ市議会、イングランド芸術評議会からの助成金およびノーザン・バレエ自身による資金調達など、官民パートナーシップを通じて賄われた。
ビルには230席のスタジオ・シアターを含む7つのダンス・スタジオがあります。ダンススタジオのうち6つには、特製のハーレクイン社製フロアが導入されている。劇場はコンテンポラリー・ダンス・カンパニーであるフェニックス・ダンス・シアターと共有しており、全国レベルのクラシック・ダンス・カンパニーとコンテンポラリー・ダンス・カンパニーが共に本拠を置くダンス施設としては、イギリス唯一のものである。

## ノーザン・バレエ・アカデミー
リーズの本部内に併設されており、バレエミストレスであるヨーコ・イチノが指導している。16歳までの学生を対象に、オープンクラス、アソシエイトプログラム、および選抜による上級トレーニングを提供している。

## 芸術スタッフ
| 名前                       | 役割                                                         | 国籍           |
| -------------------------- | ------------------------------------------------------------ | -------------- |
| デヴィッド・ニクソン, OBE  | 芸術監督                                                     | カナダ         |
| ダニエル・デ・アンドラーデ | 準芸術監督、児童バレエ芸術監督                               | ブラジル       |
| ヨーコ・イチノ             | リハーサル・ディレクター                                     | アメリカ合衆国 |
| クリステル・オーナー       | リハーサル・ディレクター                                     | フランス       |
| ケネス・ティンダル         | 常任デジタル芸術監督・常任振付家                             | イギリス       |
| 髙橋宏尚                   | アシスタント・リハーサル・ディレクター、児童バレエ芸術助監督 | 日本           |

出典: